# Sylwester Szmyd
Sylwester Szmyd (* 2. März 1978 in Bydgoszcz) ist ein ehemaliger polnischer Radrennfahrer.

## Werdegang
Szmyd wurde 2001 Profi beim italienischen Radsportteam Tacconi Sport-Vini Caldirola. Zwischen 2002 und 2013 nahm er an insgesamt 22 Grand Tours teil, die er alle beenden konnte. Dabei galt er als einer der besten Helfer der Welt und war Teil der Mannschaften Saeco Macchine per Caffè und Liquigas, als die mit ihren jeweiligen Kapitänen Damiano Cunego und Ivan Basso den Giro d’Italia 2004 bzw. 2010 gewannen.
Sein größter individueller Erfolg gelang ihm mit dem Sieg auf der fünften Etappe der Critérium du Dauphiné Libéré 2009 auf den Mont Ventoux, der ihm vom späteren Gesamtsieger Alejandro Valverde nach gemeinsamer Flucht absprachegemäß überlassen wurde.
Nachdem Szmyd nach gesundheitlichen Problemen in den Jahren 2013 und 2014 beim Movistar Team als Helfer von Valverde die Erwartungen nicht erfüllen konnte und keinen neuen Vertrag erhielt, wechselte in der Saison 2015 zum polnischen Professional Continental Team CCC Sprandi Polkowice. Ende 2016 beendete er seine Radsportlaufbahn.

## Erfolge
2009
- eine Etappe Critérium du Dauphiné Libéré

2010
- Mannschaftszeitfahren Giro d’Italia

## Grand-Tour-Platzierungen
| Grand Tour            | 2002 | 2003 | 2004 | 2005 | 2006 | 2007 | 2008 | 2009 | 2010 | 2011 | 2012 | 2013 | 2014 | 2015 | 2016 |
| --------------------- | ---- | ---- | ---- | ---- | ---- | ---- | ---- | ---- | ---- | ---- | ---- | ---- | ---- | ---- | ---- |
| Giro d’ItaliaGiro     | 44   | 24   | 43   | 64   | 19   | 28   | 23   | 44   | 60   | 82   | 28   | –    | –    | 45   | –    |
| Tour de FranceTour    | –    | –    | –    | –    | –    | –    | 26   | –    | 61   | 42   | 71   | –    | –    | –    | –    |
| Vuelta a EspañaVuelta | 29   | –    | 74   | 23   | 14   | 25   | –    | 17   | –    | –    | –    | 45   | –    | –    | –    |